# شهرستان مشچوفسکی
شهرستان مشچوفسکی (به لاتین: Meshchovsky District) یک شهرستان در روسیه است که در استان کالوگا واقع شده‌است.